# Machine à expresso

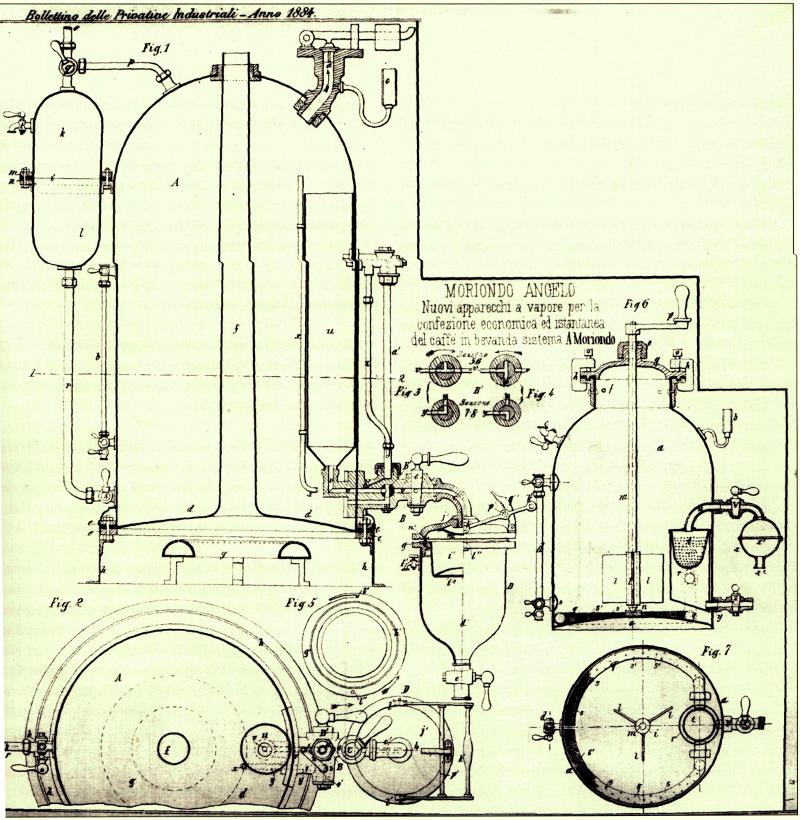
Premier brevet (16 mai 1884) d'Angelo Moriondo.

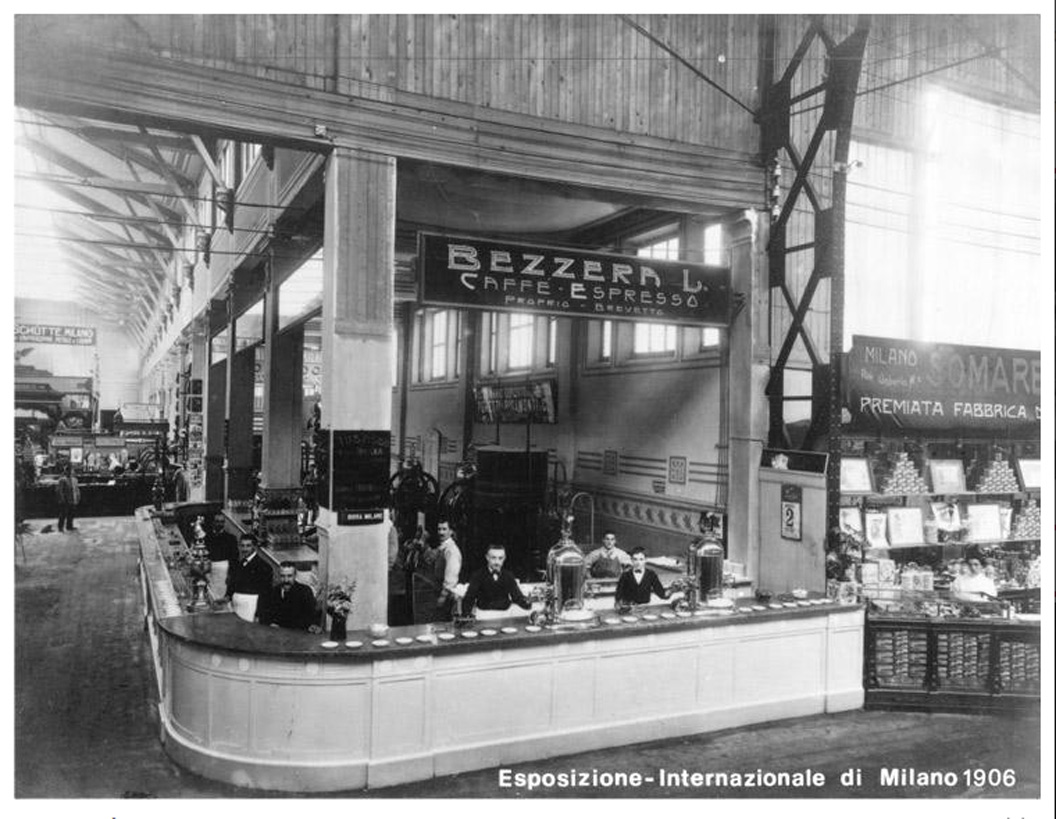
Luigi Bezzera et son caffè espresso à l'Exposition universelle de 1906 à Milan.

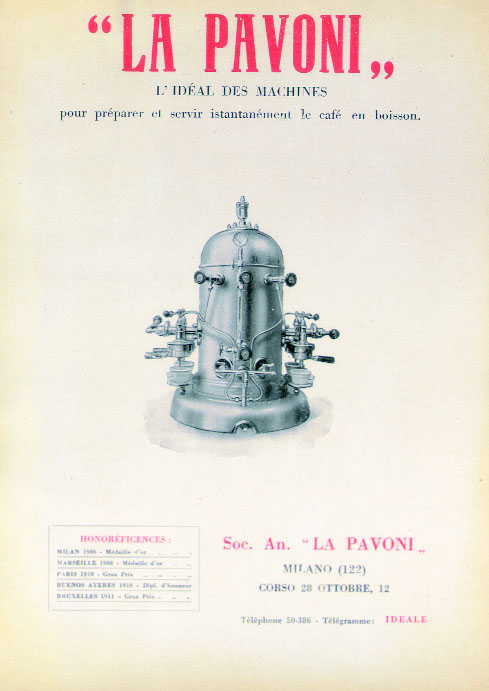
Mode d'emploi de 1912, écrit en français, pour lIdeale (première machine à expresso commercialisée en série).

La machine à expresso (ou express) est utilisée pour produire le traditionnel café appelé expresso ou express.

## Historique
La machine à expresso naît à une époque où s'affirme la mode de boire du café dans les établissements publics, et où la vélocité devient le paramètre esthétique de la modernité sous l'influence des courants artistiques tel le futurisme. Les fabricants s’ingénient à produire des machines capables de répondre aux goûts d'une clientèle éprise de vitesse et d'instantanéité.
Son histoire plus que centenaire est jalonnée de nombreux brevets.

### À vapeur
La première machine à expresso a été créée en 1822 par le Français Louis Bernard Rabaut,.
En 1855, un autre Français, Edouard Loysel de Santais, présente une machine à café express à l'exposition universelle de Paris permettant de fabriquer 2000 tasses de café en 1 heure,.
En 1884, à Turin, Angelo Moriondo (brevet n. 33/256 du 16 mai 1884) dépose un brevet international au bureau des brevets, à Paris, le 23 octobre 1885. Il n'en reste que des croquis et les souvenirs de l'Exposition universelle.

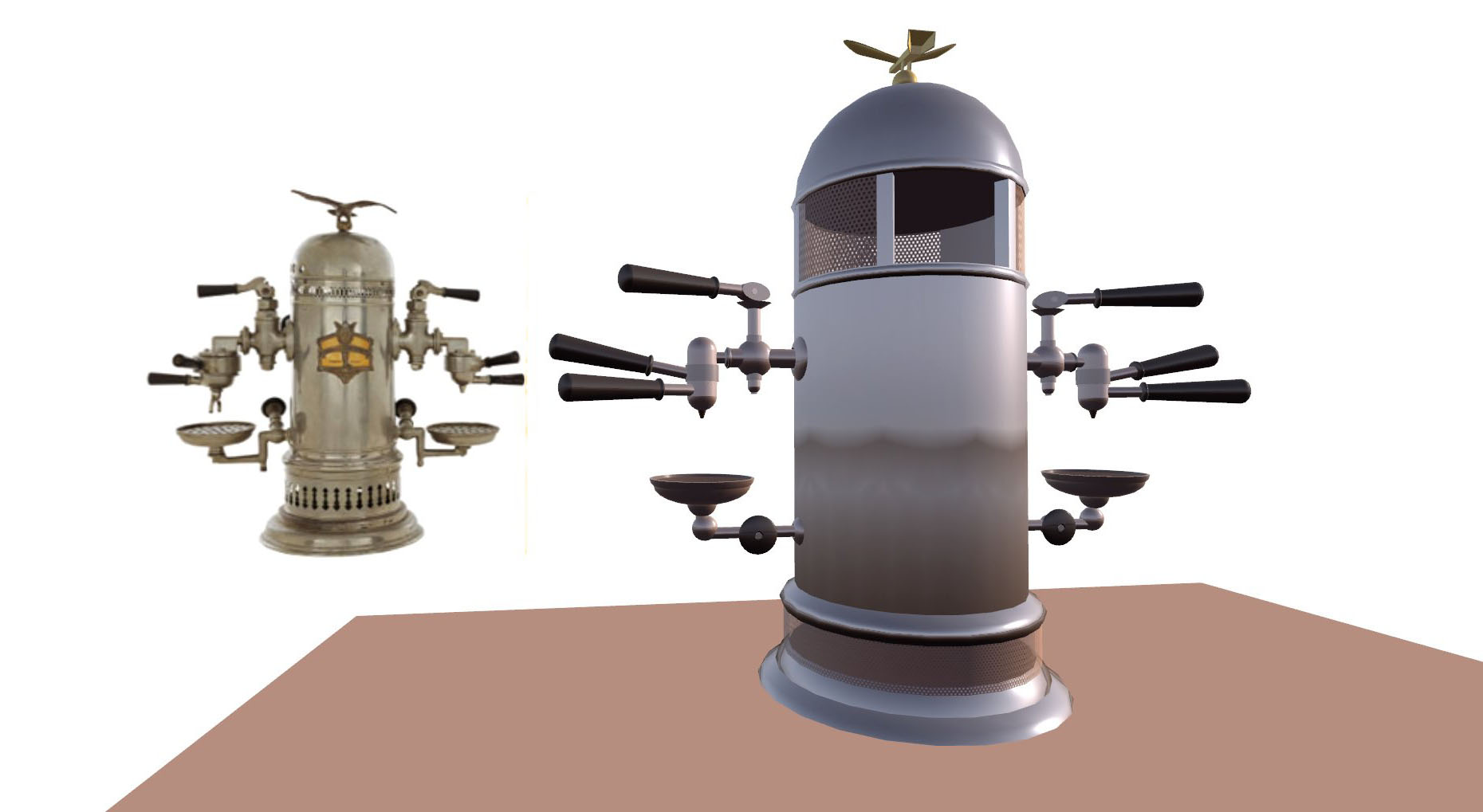
Image de synthèse représentant le centenaire 1905-2005 de la Victoria Arduino.

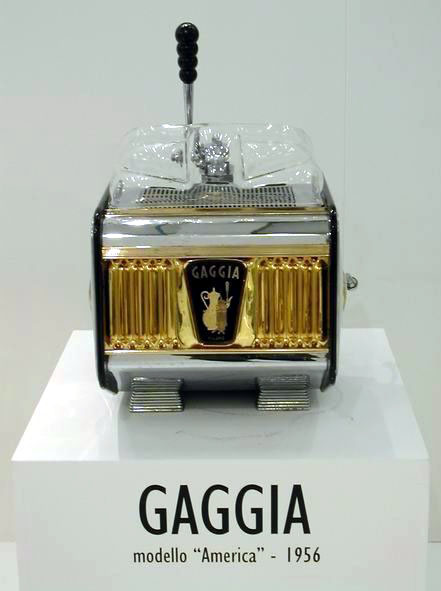
La Gaggia, modèle America – 1956.

Dix-sept ans plus tard, en 1901, la machine est perfectionnée par l'ingénieur milanais Luigi Bezzera dont les améliorations techniques sont également couvertes par un brevet. À l'Exposition universelle de 1906 de Milan, Bezzera la présente comme étant la première machine à expresso pour bar, la Tipo gigante. Tout comme Moriondo, Bezzera ne produisit seulement que quelques prototypes conçus artisanalement.
En 1905, le brevet est acheté ensuite par Desiderio Pavoni qui fonde l'entreprise La Pavoni en commençant une production en série d'une machine dite Ideale (à la pression de 1,5 bar), dans un petit atelier de la via Parini à Milan. En 1910, la machine est améliorée, notamment la chaudière, par Pier Teresio Arduino fondateur de la société Victoria Arduino. Et la diffusion dans le monde de la machine à expresso est due essentiellement au dynamisme et au savoir-faire de ces deux entreprises pionnières : selon leurs catalogues commerciaux de l'époque, les avantages de cette nouvelle machine à l'apparence d'un gros cylindre vertical en nickel - pour les professionnels de l'hôtellerie et de la restauration - étaient nombreux comme les économies de chaleur (2 m3 de gaz ou 1 000 wattheures d'électricité seulement nécessaires), de café (7 grammes de café par tasse), de temps (moins d'une minute pour préparer un café, et une machine à deux becs permettait un rendement de 280 tasses/heure). À noter que ces machines installées, alors, bien en vue sur le comptoir (et non pas derrière comme aujourd'hui) rivalisaient, pour les modèles « luxe », d'élégance d'où la tentation souvent de les transformer en de véritables œuvres sculpturales. Sa silhouette en obus trône encore dans les plus beaux bars de la planète.
Jusqu'à la fin de la Seconde Guerre mondiale, les machines évoluent peu techniquement, excepté la première machine à expresso à chaudière horizontale produite et brevetée, en 1939, par Giuseppe Bambi, fondateur de La Marzocco (en).

### À piston

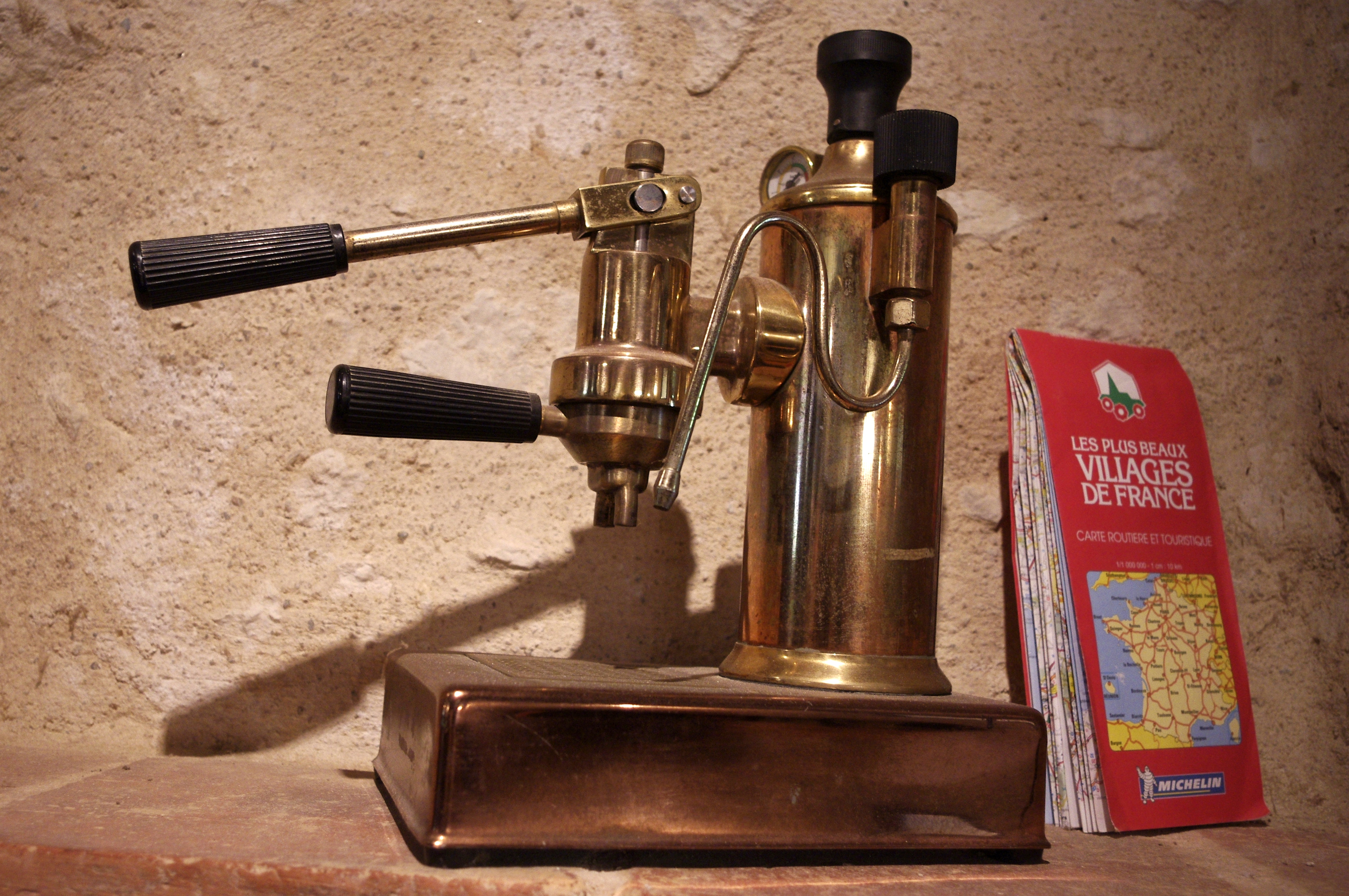
Machine à expresso à piston.

En 1938, Achille Gaggia conçoit une machine à expresso utilisant non plus la pression à la vapeur, mais celle de l'eau chaude grâce à une machine à robinet, Torcio ou Lampo.
Après guerre, Achille Gaggia innove avec une machine dotée d'un groupe à levier (ou à piston) (brevet déposé le 8 août 1947) dont il sous-traite en partie la production à la société Faema dirigée par Carlo Ernesto Valente. la pression passe de 1,5 bar à 8-9 bars. Cette nouvelle technologie mise au point par Gaggia permet – au moyen d’un ressort activant un piston – de produire une pression (indépendante de celle de la chaudière) qui pousse avec force l'eau à travers la mouture en un temps très bref : il en résulte, en tasse, un café couvert d'une onctueuse mousse colorée dite « crème » qui est encore aujourd'hui une des principales caractéristiques de l'expresso. Avec l'eau chaude et non plus la vapeur, l'expresso exprime le goût du café et non celui du brulé. La Tip Classica envahit tous les bars d'Italie.
Dès cette époque, pratiquement toutes les machines sont équipées de leviers. Et deux technologies se partagent désormais le marché : le groupe à levier d'Achille Gaggia et le groupe hydraulique breveté par Cimbali en 1956.
Gaggia commercialise dès 1952 la Gilda, une machine à expresso domestique.

### À pompe

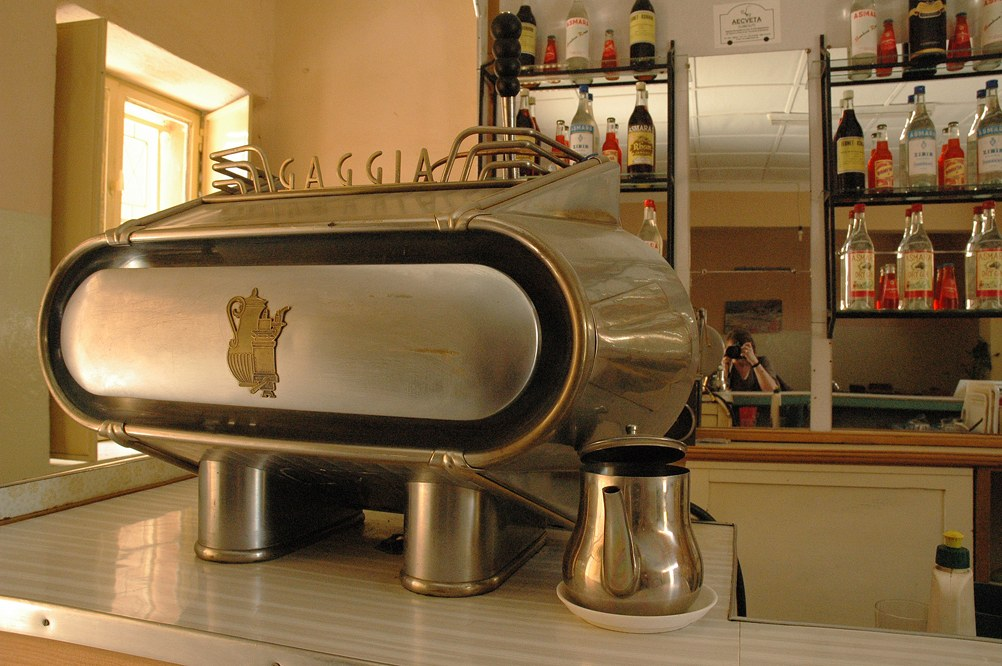
Gaggia : modèle Internazionale (1950 circa).

En 1961, l'introduction de la pompe électromagnétique conçue par Carlo Valente fixe les standards techniques de la machine à expresso moderne. Il remplace le levier par une pompe électrique, la chaudière par un échangeur thermique, et invente la préinfusion avec la E61 de FAEMA. L'année 1961 marque aussi la naissance de l'Europiccola, première machine expresso destinée à un usage domestique.
En 1970, La Marcozzo, à Florence, met au point une machine à double chaudière permettant de produire vapeur pour le lait et eau chaude pour l'expresso, la GS.
En 1985, Saeco lance la première machine tout automatique domestique avec moulin intégré, la Super-Automatica.

### Électronique
En 1995, selon une idée de David Schomer, propriétaire du café Espresso Vivace (en) à Seattle, il est développé un système de régulation électronique de température dit PID, en remplacement du thermostat : cette technologie est réalisée grâce à la collaboration des ingénieurs John Blackwell et Roger Wittmann de La Marzocco.

## Instruments
- Moulin à café
- Porte-filtre
- Presse-mouture
- Moussoir à lait